# Estornell de Sri Lanka
L'estornell de Sri Lanka (Sturnornis albofrontatus) és una espècie d'ocell de la família dels estúrnids (Sturnidae), únic membre del gènere Sturnornis. És endèmic de Sri Lanka. Els seus hàbitats són els boscos tropicals i subtropicals de frondoses humits de les terres baixes i de l'estatge montà. El seu estat de conservació es considera vulnerable.